# Коломенский (холдинг)
«Коломенский» — булочно-кондитерский холдинг, основанный на базе булочно-кондитерского комбината «Коломенский». Специализируется на выпечке хлеба, сдобных и слоеных булочных изделий, изготовления вафельной продукции, зефира, быстрозамороженных хлебобулочных полуфабрикатов и т.д.
В состав холдинга, помимо комбината «Коломенский», входят предприятия «Хлебный дом», «Волжский пекарь», «Дедовский хлеб», «Балашиха хлеб». Холдинг является лидером рынка хлебобулочных изделий России.

## Расположение
Всего у холдинга по состоянию на 2023 год одиннадцать производственных площадок.
Комбинат "Коломенский" расположен в Москве, в районе Нагатино-Садовники.
В 2020 году завершилось строительство нового предприятия комбината – завода «Коломенское поле» в Подольске.
Хлебозавод «Дедовский хлеб» располагается в городе Дедовске (Московская область).
Предприятия «Хлебного дома» расположены в Санкт-Петербурге и Москве.
Предприятие «Волжский пекарь» находится в Тверской области.
Предприятие «Балашиха хлеб» находится в городе Балашихе (Московская область).

## История
В 2007 году 93 % акций комбината «Коломенский» выкупила компания Sminex, принадлежащая Алексею Тулупову, сумма сделки не разглашалась.
В 2013 году была проведена реконструкция предприятия, установлены дополнительные линии упаковочного оборудования. Производительность в результате увеличилась со 130 тонн до 200 тонн.
В 2018 году компания Sminex купила хлебозавод «Дедовский хлеб», который стал производственной площадкой комбината «Коломенский».
В 2020 году комбинат запустил завод «Коломенское поле» на территории индустриального парка «Коледино» в Подольске. Площадь завода составляет 47 тыс. кв. м.
В этом же году было зарегистрировано ООО Булочно-кондитерский холдинг «Коломенский».
В 2020 году БКХ «Коломенский» занял первое место по продажам хлеба в России.
В 2021 году холдинг приобрел активы группы «Настюша» - ЗАО «Балашиха хлеб».
В апреле 2022 года БКХ «Коломенский» приобрел ООО «Хлебный дом».
В октябре 2022 года холдинг купил крупнейшее хлебобулочное предприятие Тверской области «Волжский пекарь».

## Собственники и руководство
С 2007 года 93 % акций комбината «Коломенский» перешло к компании Sminex Алексея Тулупова.
В 2013 году генеральным директором БКК «Коломенский» был назначен Козлов Дмитрий Владимирович. Он же возглавил холдинг «Коломенский» со дня его основания в 2020 году.

## Показатели деятельности
Выручка холдинга в 2021 году составила 14,2 млрд рублей. В 2022 году – 31 млрд рублей.
Месячная выручка в конце 2022 года составляла более 3 млрд рублей, ежедневные объемы производства и продажи – более 1 тыс. тонн хлебобулочных  изделий.
Численность персонала в 2021 составляла 5 тыс. человек. По результатам 2022 года этот показатель вырос до 7 тыс. человек.
С 2018 по 2022 гг. холдинг инвестировал в развитие производства 15 млрд рублей.

## Продукция
БКХ «Коломенский» выпускает продукцию под такими брендами как: «Коломенское», «Шоколадница», «Мое обожание», «Семейный», «Даниловский», «Вкусно и просто», «Мастер Пирогов», «Ржаной край», «Балашиха хлеб», «Хлебный дом», «Волжский пекарь».
Ассортимент продукции включает в себя следующие изделия:.
- Пшеничный хлеб – традиционный и с добавками;
- Ржано-пшеничный хлеб – традиционный, заварной и с добавками;
- Сдоба – сдобные изделия, слоеные изделия;
- Вафли – классические, глазированные, глубокого рифления;
- Зефир – неглазированный;
- Вафельные торты – глазированные, неглазированные;
- Печенье – классическое, злаковое, с яблоком и корицей, шоколадное, овсяное;
- Замороженные хлебобулочные полуфабрикаты.

и т.д.

## Социальная ответственность
Благотворительная деятельность БКХ «Коломенский» сосредоточена на поддержке социально-незащищенных групп населения – помощи детским домам, интернатам, пенсионерам, малообеспеченным семьям, а также сотрудничестве с благотворительными фондами.
В 2021 году БКХ «Коломенский» и колледж «Московия» запустили совместный проект в Подольске по содействию в трудоустройстве детей, попавших в сложную жизненную ситуацию. В рамках проекта дети проходят профриентацию, практику на предприятии с возможностью дальнейшего трудоустройства в холдинге.